# Programma operativo
Un Programma operativo è un documento proposto dallo Stato nazionale o da una sua regione e approvato dalla Commissione europea al fine della attuazione in quel Paese e di conseguenza in quella Regione della programmazione comunitaria. I programmi operativi (PO), la cui articolazione territoriale tiene conto del principio di sussidiarietà, si differenziano a seconda del periodo di programmazione settennale come di seguito indicato.

## Programmazione 2000-2006
Un programma operativo (PO) per l'attuazione di un quadro comunitario di sostegno (QCS) è stato suddiviso in programmi operativi nazionali (PON) e programmi operativi regionali (POR) delineanti gli obiettivi specifici all'interno di assi prioritari.
Si compone di un insieme coerente di assi prioritari su base pluriennale, per realizzare i quali è consentito far ricorso a uno o più fondi strutturali come ad altri strumenti finanziari. Un programma operativo costituito in tal modo, il cui finanziamento è assicurato da fondi differenti, viene definito programma operativo plurifondo.

## Programmazione 2007-2013
Un programma operativo (PO) per l'attuazione di un quadro strategico nazionale (QSN) è stato suddiviso in programmi operativi nazionali (PON), in programmi operativi regionali (POR) e in programmi operativi interregionali (POIN) delineanti gli obiettivi specifici all'interno di assi prioritari. 
Si compone di un insieme coerente di assi prioritari su base pluriennale, per realizzare i quali è consentito far ricorso a uno o più fondi strutturali come ad altri strumenti finanziari. I programmi operativi regionali sono monofondo e riguardano il Fondo europeo di sviluppo regionale (FESR) e il Fondo sociale europeo (FSE).

## Programmazione 2014-2020
Il periodo 2014-2020 ha comportato una revisione dell'organizzazione degli obiettivi e introdotto un criterio di differenziazione territoriale introducendo una diversa nomenclatura.